# Tuyên ngôn độc lập Rhodesia
Tuyên ngôn độc lập đơn phương là một tuyên bố được Nội các Rhodesia thông qua vào ngày 11 tháng 11 năm 1965, thông báo rằng Rhodesia, một lãnh thổ của Anh ở miền nam châu Phi đã cai trị từ năm 1923, hiện được coi là một quốc gia độc lập tiểu bang. Đỉnh điểm của một cuộc tranh chấp kéo dài giữa chính phủ Anh và chính phủ liên quan đến các điều khoản mà sau này có thể trở nên độc lập hoàn toàn, đó là sự phá vỡ đơn phương đầu tiên khỏi Vương quốc Anh bởi một trong những thuộc địa của nó kể từ tuyên ngôn Độc lập Ireland năm 1916, và lần đầu tiên kể tuyên ngôn Độc lập Hoa Kỳ năm 1776 thành công. Vương quốc Anh, Khối thịnh vượng chung và Liên Hợp Quốc đều coi UDI của Rhodesia là bất hợp pháp và các biện pháp trừng phạt kinh tế, lần đầu tiên trong lịch sử của Liên Hợp Quốc, được áp đặt cho thuộc địa ly khai. Giữa sự cô lập quốc tế gần như hoàn toàn, Rhodesia tiếp tục là một quốc gia không được công nhận với sự hỗ trợ của Nam Phi và Bồ Đào Nha.
Chính phủ Rhodesia, nơi chủ yếu bao gồm các thành viên của đất nước da trắng chiếm khoảng 5%, đã phẫn nộ khi, giữa decolonization và Wind of Change, các thuộc địa châu Phi kém phát triển ở phía bắc mà không có kinh nghiệm tự trị so sánh nhanh chóng tiến tới độc lập vào đầu những năm 1960 trong khi Rhodesia bị từ chối chủ quyền theo nguyên tắc mới lên ngôi của "[[không độc lập trước chế độ đa số] ] "(" NIBMAR "). Hầu hết người dân da trắng cảm thấy rằng họ độc lập sau bốn thập kỷ tự trị, và chính phủ Anh đã phản bội họ bằng cách giữ lại. Điều này kết hợp với sự miễn cưỡng gay gắt của chính quyền thực dân trong việc trao quyền lực cho người dân da đen người Ý về sự căng thẳng chủng tộc, Chiến tranh lạnh chống chủ nghĩa cộng sản và nỗi sợ rằng một kẻ ngu ngốc Congo Cách để tạo ấn tượng rằng nếu Vương quốc Anh không trao độc lập, thì Rhodesia có thể được biện minh là đơn phương.
Một sự bế tắc được phát triển giữa các thủ tướng Anh và Rhodesia, Harold Wilson và Ian Smith, từ năm 1964 đến năm65. Tranh chấp chủ yếu bao quanh điều kiện của Anh rằng các điều khoản độc lập phải được chấp nhận "đối với người dân của cả nước "; Smith cho rằng điều này đã được đáp ứng, trong khi các nhà lãnh đạo Vương quốc Anh và người da đen cho rằng không phải như vậy. Sau khi Wilson đề xuất vào cuối tháng 10 năm 1965 rằng Vương quốc Anh có thể bảo vệ đại diện da đen trong tương lai tại quốc hội Rhodesia bằng cách rút một số quyền lực đã bị phá hủy của chính quyền thuộc địa, sau đó trình bày các điều khoản cho Ủy ban Hoàng gia điều tra rằng người dân Bulgaria không thể chấp nhận được, Smith và Nội các của ông tuyên bố độc lập. Gọi đây là phản quốc, người Anh thống đốc thuộc địa, Sir Humphrey Gibbs, chính thức bãi nhiệm Smith và chính phủ của ông, nhưng họ đã phớt lờ ông và bổ nhiệm một "Cán bộ Quản lý Chính phủ "thay thế vị trí của anh ấy.
Mặc dù không có quốc gia nào công nhận UDI, Tòa án tối cao ở Rhodes đã coi chính phủ hợp pháp sau UDI và  de jure  vào năm 1968. Chính quyền Smith ban đầu tuyên bố tiếp tục trung thành với Nữ hoàng Elizabeth II, nhưng đã từ bỏ vào năm 1970 khi tuyên bố một nước cộng hòa trong một nỗ lực không thành công để giành được sự công nhận của nước ngoài. Cuộc chiến tranh của Tổng thống Rhodes, một cuộc xung đột du kích giữa chính phủ và hai nhóm người da đen gốc Cộng sản đối lập, đã bắt đầu một cách nghiêm túc hai năm sau đó, và sau nhiều nỗ lực chấm dứt chiến tranh, Smith đã kết thúc Giải quyết nội bộ với những người theo chủ nghĩa dân tộc không chiến binh vào năm 1978. Theo các điều khoản này, đất nước được tái lập dưới sự cai trị đen như Zimbabwe Rhodesia vào tháng 6 năm 1979, nhưng trật tự mới này đã bị du kích và cộng đồng quốc tế từ chối. Chiến tranh Bush tiếp tục cho đến khi Zimbabwe Rhodesia thu hồi UDI của mình như là một phần của Thỏa thuận nhà ở vào tháng 12 năm 1979. Sau một thời gian ngắn cai trị trực tiếp của Anh, quốc gia này đã được độc lập quốc tế công nhận dưới tên Zimbabwe 1980.

## Bối cảnh

### Một trường hợp duy nhất

Nam Rhodesia (hoặc Rhodesia), đánh dấu màu đỏ trên bản đồ Châu Phi

Lãnh thổ phía nam châu Phi của Rhodesia, chính thức Nam Rhodesia, là một trường hợp duy nhất trong Đế quốc Anh và Khối thịnh vượng chung - mặc dù là một thuộc địa, nhưng nó là tự trị và về mặt hiến pháp không giống với lãnh thổ tự trị. Tình trạng này bắt nguồn từ năm 1923, khi nó được cấp chính phủ có trách nhiệm trong Đế chế với tư cách là một thuộc địa tự trị, sau ba thập kỷ quản lý và phát triển bởi Nam Phi thuộc Anh Công ty. Anh đã dự định sự hợp nhất của Nam Rhodesia vào Liên minh Nam Phi như một tỉnh mới, nhưng điều này đã bị các cử tri đã đăng ký từ chối vào năm 1922 trưng cầu dân ý một sự thống trị trong tương lai thay vào đó. Nó được trao quyền để điều hành công việc của mình trong hầu hết các khía cạnh, bao gồm cả quốc phòng..
Whitehall đối với Nam Rhodesia theo hiến pháp năm 1923, trên giấy tờ, là đáng kể; Về mặt lý thuyết, Vương quốc Anh có thể hủy bỏ bất kỳ dự luật nào được thông qua trong vòng một năm hoặc thay đổi hiến pháp theo ý muốn. Những quyền lực được bảo lưu này nhằm bảo vệ người bản địa người châu Phi đen khỏi luật pháp phân biệt đối xử và bảo vệ lợi ích thương mại của Anh tại thuộc địa, nhưng như Claire Palley bình luận trong lịch sử lập hiến của đất nước, việc Whitehall thực thi những hành động đó là vô cùng khó khăn và cố gắng làm như vậy có lẽ đã gây ra khủng hoảng. Trong sự kiện, họ không bao giờ được tập thể dục. Một mối quan hệ hợp tác nói chung được phát triển giữa Whitehall và chính quyền thuộc địa và dịch vụ dân sự trong Salisbury, và tranh chấp là rất hiếm.
Hiến pháp năm 1923 đã được soạn thảo theo các thuật ngữ phi chủng tộc, và hệ thống bầu cử mà nó nghĩ ra cũng tương tự như vậy, ít nhất là về mặt lý thuyết. Các bằng cấp bỏ phiếu liên quan đến thu nhập cá nhân, giáo dục và tài sản, tương tự như Nhượng quyền đủ điều kiện của Cape, được áp dụng như nhau cho tất cả, nhưng vì hầu hết người da đen không đáp ứng các tiêu chuẩn quy định, cả danh sách bầu cử và quốc hội thuộc địa đều áp đảo từ nhóm trắng chiếm khoảng 5%. Kết quả là lợi ích đen được thể hiện thưa thớt nếu như tất cả, một điều mà hầu hết người da trắng thuộc địa đều ít quan tâm đến việc thay đổi; họ tuyên bố rằng hầu hết người da đen không quan tâm đến tiến trình chính trị kiểu phương Tây và họ sẽ không cai trị đúng đắn nếu họ tiếp quản. Các dự luật như Đạo luật phân bổ đất đai năm 1930, dành khoảng một nửa đất nước cho quyền sở hữu và cư trú trắng trong khi chia phần còn lại thành mua đen, tín ngưỡng của bộ lạc và các khu vực quốc gia, rất thiên về thiểu số da trắng. Những người định cư da trắng và con cháu của họ đã cung cấp hầu hết các kỹ năng hành chính, công nghiệp, khoa học và nông nghiệp của thuộc địa, và xây dựng một kinh tế thị trường, tự hào với các ngành sản xuất và nông nghiệp mạnh, các ngành công nghiệp sắt thép và các doanh nghiệp khai thác mỏ hiện đại. Cuộc sống hàng ngày được đánh dấu bằng phân biệt đối xử, từ việc đặt chỗ làm cho người da trắng đến phân biệt nhỏ của xe lửa, hàng đợi bưu điện và những thứ tương tự. Người da trắng sở hữu hầu hết đất nông nghiệp tốt nhất, có trình độ học vấn, tiền lương và nhà cửa vượt trội, nhưng việc đi học, chăm sóc sức khỏe, cơ sở hạ tầng và tiền lương dành cho người da đen vẫn rất tốt theo tiêu chuẩn châu Phi.
Trong bối cảnh Hoàng gia rộng lớn hơn, Nam Rhodesia chiếm một hạng mục riêng vì "tình trạng độc lập đặc biệt" mà nó nắm giữ. Văn phòng Thống lĩnh, được thành lập năm 1925 để xử lý các mối quan hệ của Anh với sự thống trị của Úc, Canada, New Zealand, Newfoundland, Nam Phi và Ailen Free State, cũng đã đối phó với Nam Rhodesia, và Hội nghị Hoàng gia bao gồm Nam Rhodesian Thủ tướng cùng với những người thống trị từ 1932. Sự sắp xếp độc đáo này tiếp tục sau sự ra đời của Hội nghị Thủ tướng Liên bang năm 1944. Người Nam Rhonesia thuộc mọi chủng tộc đã chiến đấu cho Anh trong Chiến tranh thế giới thứ hai, và chính quyền thực dân dần dần nhận được nhiều quyền tự chủ hơn về các vấn đề đối ngoại. nhiều năm, các chính trị gia Nam Rhodesia thường nghĩ rằng họ cũng độc lập như họ, và sự tự chủ hoàn toàn dưới hình thức thống trị sẽ tạo ra ít khác biệt đối với họ. Di dân sau chiến tranh đến Nam Rhodesia, chủ yếu từ Anh, Ireland và Nam Phi, đã khiến cộng đồng da trắng phình to từ 68.954 năm 1941 lên 221.504 vào năm 1961. Dân số da đen tăng từ 1.400.000 đến 3.550.000 so với cùng kỳ.